# Ecsenius
Az Ecsenius a sugarasúszójú halak (Actinopterygii) osztályának sügéralakúak (Perciformes) rendjébe, ezen belül a nyálkáshalfélék (Blenniidae) családjába tartozó nem.

## Rendszerezés
A nembe az alábbi 53 faj tartozik:
- Ecsenius aequalis Springer, 1988
- Ecsenius alleni Springer, 1988
- Ecsenius aroni Springer, 1971
- ausztrál nyálkáshal (Ecsenius australianus) Springer, 1988
- Ecsenius axelrodi Springer, 1988
- Ecsenius bandanus Springer, 1971
- Ecsenius bathi Springer, 1988
- Ecsenius bicolor (Day, 1888)
- Ecsenius bimaculatus Springer, 1971
- Ecsenius caeruliventris Springer & Allen, 2004
- Ecsenius collettei Springer, 1972
- Ecsenius dentex Springer, 1988
- Ecsenius dilemma Springer, 1988
- Ecsenius fijiensis Springer, 1988
- Ecsenius fourmanoiri Springer, 1972
- Ecsenius frontalis (Valenciennes, 1836)
- Ecsenius gravieri (Pellegrin, 1906)
- Ecsenius isos McKinney & Springer, 1976
- Ecsenius kurti Springer, 1988
- Ecsenius lineatus Klausewitz, 1962
- Ecsenius lividanalis Chapman & Schultz, 1952
- Ecsenius lubbocki Springer, 1988
- Ecsenius mandibularis McCulloch, 1923 - típusfaj
- Ecsenius melarchus McKinney & Springer, 1976
- Ecsenius midas Starck, 1969
- Ecsenius minutus Klausewitz, 1963
- Ecsenius monoculus Springer, 1988
- Ecsenius nalolo Smith, 1959
- Ecsenius namiyei (Jordan & Evermann, 1902)
- Ecsenius niue Springer, 2002
- Ecsenius oculatus Springer, 1988
- Ecsenius oculus Springer, 1971
- Ecsenius ops Springer & Allen, 2001
- Ecsenius opsifrontalis Chapman & Schultz, 1952
- Ecsenius pardus Springer, 1988
- Ecsenius paroculus Springer, 1988
- Ecsenius pictus McKinney & Springer, 1976
- Ecsenius polystictus Springer & Randall, 1999
- Ecsenius portenoyi Springer, 1988
- Ecsenius prooculis Chapman & Schultz, 1952
- Ecsenius pulcher (Murray, 1887)
- Ecsenius randalli Springer, 1991
- Ecsenius schroederi McKinney & Springer, 1976
- Ecsenius sellifer Springer, 1988
- Ecsenius shirleyae Springer & Allen, 2004
- Ecsenius stictus Springer, 1988
- Ecsenius stigmatura Fowler, 1952
- Ecsenius taeniatus Springer, 1988
- Ecsenius tessera Springer, 1988
- Ecsenius tigris Springer, 1988
- Ecsenius tricolor Springer & Allen, 2001
- Ecsenius trilineatus Springer, 1972
- Ecsenius yaeyamaensis (Aoyagi, 1954)